# Клюни
Клюни́ (фр. Cluny) — бывшее бенедиктинское аббатство в Верхней Бургундии, недалеко от Макона. Вокруг монастыря возник одноимённый город.

## История
В сентябре 909 года герцог Аквитании Гильом I Благочестивый основал на базе своей виллы Клюни бенедиктинский монастырь святых Петра и Павла. Первым настоятелем стал аббат Бернон.
Отличительной чертой Клюни было то, что монастырь был изъят из-под власти как светских правителей, так и местного епископа и подчинялся непосредственно папе. Вскоре монастырь, в котором соблюдался строгий бенедиктинский устав, стал во главе небольшой конгрегации из семи монастырей.

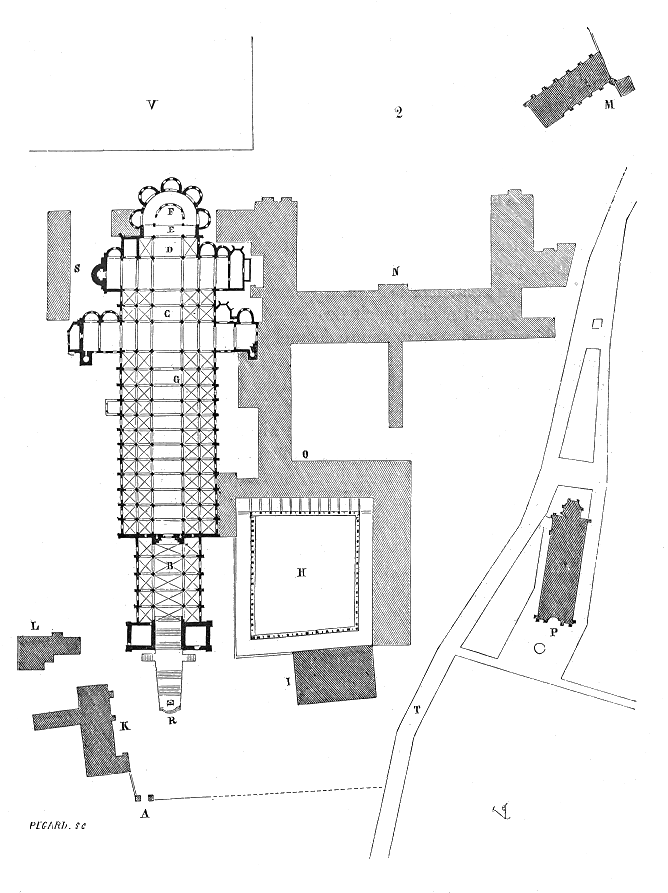
План аббатства

Вторым настоятелем монастыря был святой Одон Клюнийский, который стал одним из главных действующих лиц Клюнийской реформы. В 931 году папа Иоанн XI даровал аббату Одону привилегию принимать под свою юрисдикцию монастыри, проводившие у себя Клюнийскую реформу, суть которой заключалась в возрождении строгой духовной и аскетической жизни в период упадка монашества. Данная привилегия способствовала быстрому росту конгрегации с центром в Клюни, несмотря на мощное противодействие французского епископата, не желавшего терять контроль над французскими монастырями. При аббате Одилоне (994—1049) к Клюни относилась уже большая часть французских и бургундских монастырей: за время его аббатства их число выросло от 37 до 65. При настоятелях Гуго Клюнийском (1049—1109) и Петре Достопочтенном (1122—1157) само аббатство достигло расцвета, а конгрегация перешагнула границы современной Франции, клюнийские монастыри появились в Италии, Испании, Англии, Германии и Польше, а общее число их приближалось к 2000.
Монастырь пользовался большим влиянием и авторитетом в обществе; этому способствовали строгость и послушание во внутренней жизни, благотворительность и гостеприимство вовне. Аббаты Клюни оказывали существенное влияние на религиозную и светскую политику. Из аббатства вышло 12 кардиналов и несколько пап, в том числе папа Григорий VII, инициатор Григорианской реформы, во многом базировавшейся на фундаменте Клюнийской реформы. Из первых девяти настоятелей Клюни пятеро были причислены к лику святых. В Клюни строго следили за дисциплиной, придавали большое значение аскетизму. Особое внимание уделялось благоговейному совершению литургии, длительным молитвам. Поскольку в аббатстве поощрялось молчание, в Клюни выработался особый язык жестов. В XII веке монастырская библиотека насчитывала 570 манускриптов и была одной из самых больших в Европе.

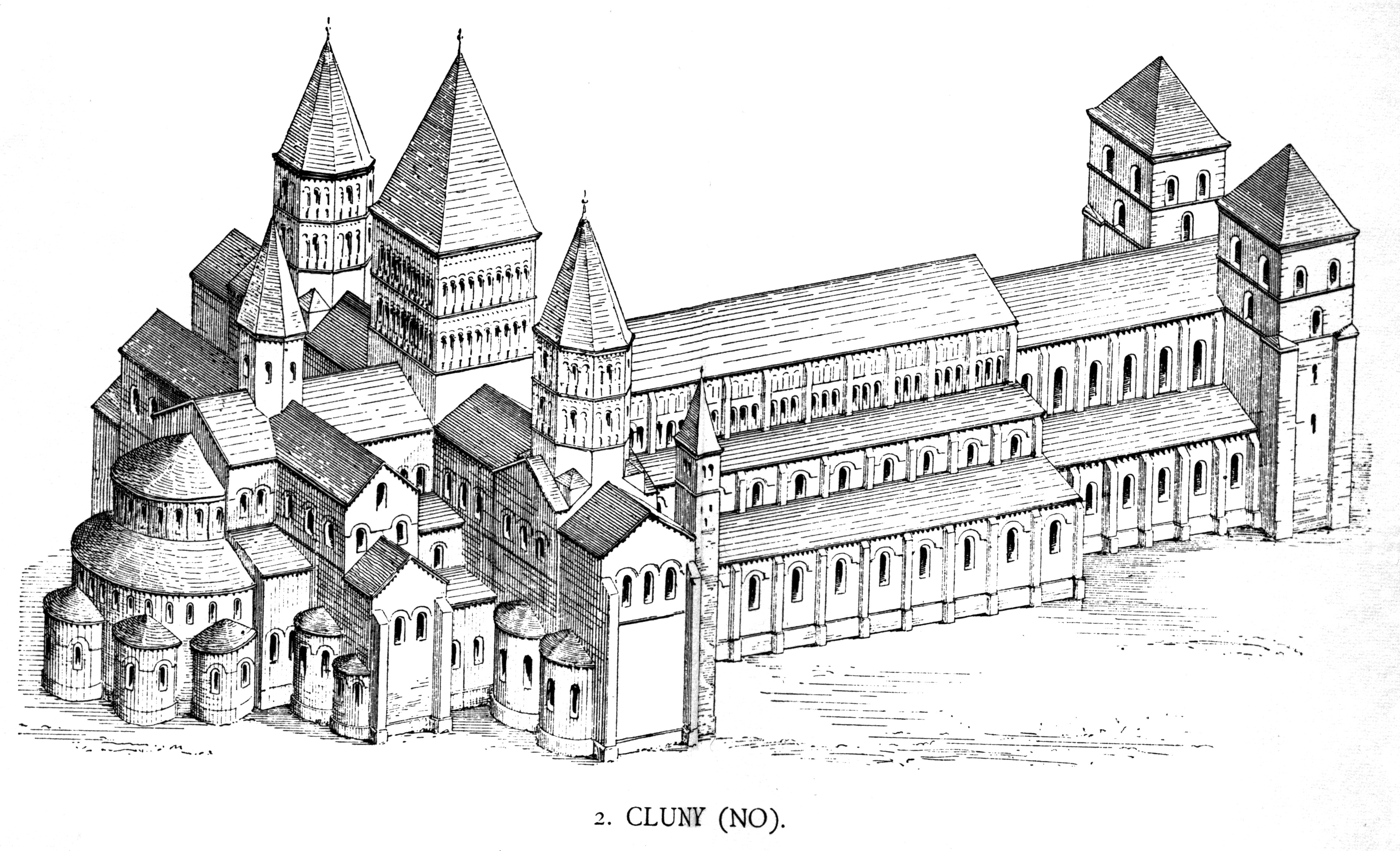
Клюни III (реконструкция)

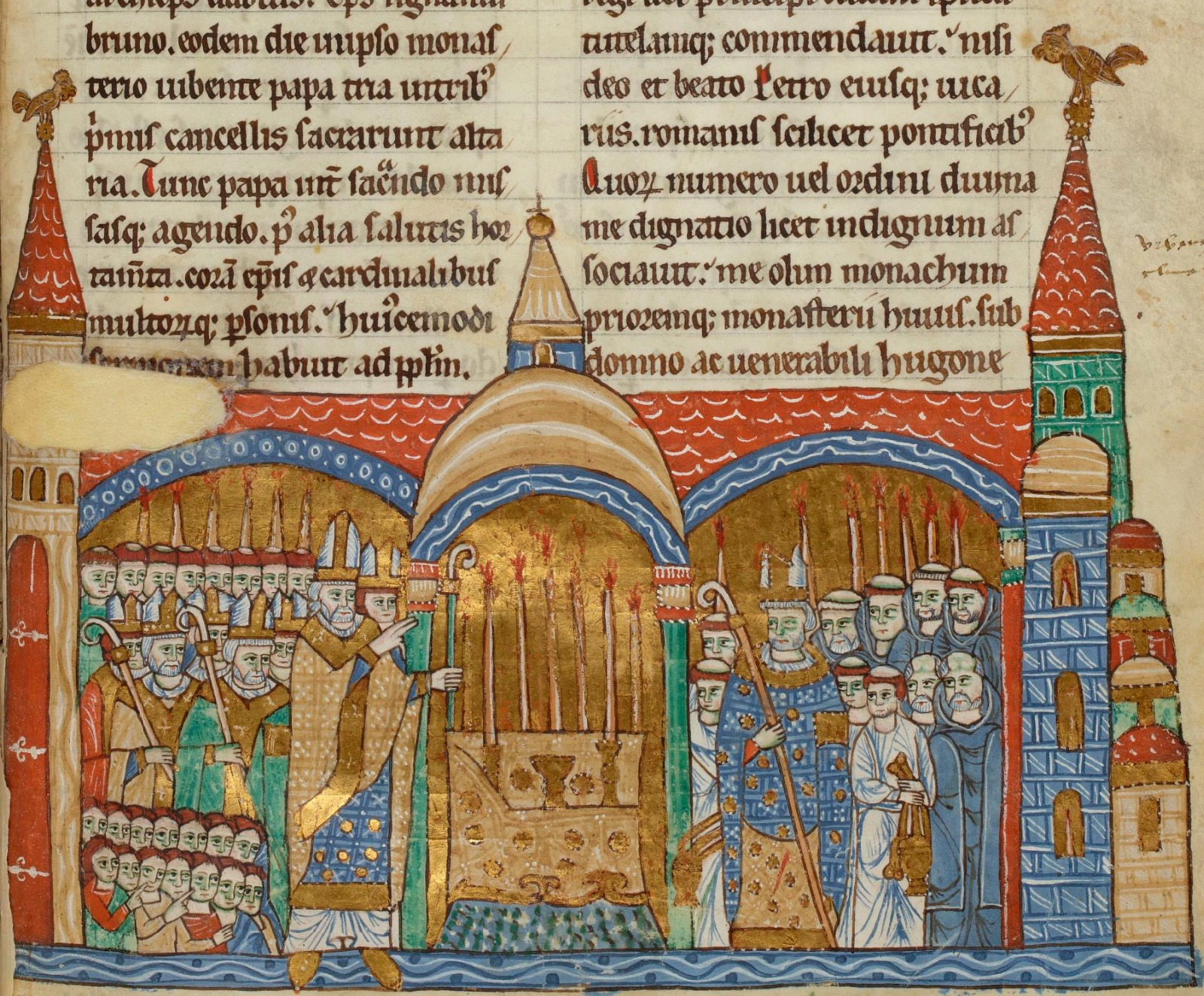
Папа Урбан II освящает главный алтарь храма в аббатстве Клюни 25 октября 1095 года. Миниатюра от 1190г, БНФ, Париж

Первый храм аббатства (Клюни I) был построен при аббате Берноне в 927 году. В конце X века при аббатах Майоле и Одилоне церковь была полностью перестроена (Клюни II). Гигантская базилика, известная как Клюни III, была сооружена в 1088—1220 годах и оказала сильное влияние на романский стиль в архитектуре. Длина базилики составляла 187 м, высота — 30 метров, что делало её самой большой церковью Европы вплоть до строительства Собора Святого Петра. Базилика была пятинефной; центральный неф был крупнейшим по высоте (30 м) среди романских храмов, ширина его составляла 15 м. Церковь была украшена пятью башнями — одной на средокрестье, двумя симметрично расположенными на главном фасаде, а также двумя над большим трансептом. При сооружении церковного свода строители применили новаторский приём, получивший впоследствии большое распространение в европейской храмовой архитектуре: своду с целью погашения бокового распора была придана стрельчатая форма.
С XIII века начался постепенный упадок аббатства, вызванный финансовыми проблемами, ослаблением монастырских нравов и возвышением других монашеских орденов, в первую очередь цистерцианцев, другой реформаторской ветви бенедиктинцев, и вновь созданных нищенствующих орденов. В 1516 году король Франции добился права назначать аббатов Клюни, что привело к ещё большему упадку монастыря. В 1562 году Клюни было полностью разграблено гугенотами.
Аббатство Клюни было закрыто после Великой французской революции в 1790 году, тремя годами позже сожжено и разграблено крестьянами. В 1798 году остатки аббатства были проданы и несколько десятилетий использовались как каменоломня. До наших дней сохранилось лишь около 10 % базилики Клюни III, в том числе южная колокольня. Сохранившиеся постройки были реставрированы в XX веке. В настоящее время в зданиях аббатства располагается учебное заведение — клюнийский центр Национальной высшей школы искусств и ремёсел.

## Первые аббаты монастыря
- Бернон (909—926)
- Одон (926—942), святой
- Аймар (942—954)
- Майоль (954—994), святой
- Одилон (994—1049), святой
- Гуго (1049—1109), святой
- Понс (1109—1122)
- Гуго II (1122—1122)

Герб аббатства Клюни

- Пётр Достопочтенный (1122—1157), святой